# Zannichellia melitensis
Zannichellia melitensis ist eine Pflanzenart aus der Familie der Laichkrautgewächse (Potamogetonaceae). Die Art ist ausschließlich auf Malta beheimatet.

## Beschreibung
Zannichellia melitensis ist eine einjährige, untergetaucht lebende Wasserpflanze. Die schlanke, verlängerte Sprossachse ist 6 bis 15 Zentimeter lang, die einzelnen Internodien können bis zu 2 Zentimeter lang werden, in der Rinde finden sich sieben bis acht luftführende Leitungsbahnen. Die gegenständig angeordneten Blätter sind einfach und ungestielt. Sie sind 1,5 bis 5 Zentimeter lang, 0,25 bis 0,3 Millimeter breit, flach, linealisch und am äußersten Ende leicht abgestumpft. Im Mesophyll weisen sie zwei luftführende Leitungsbahnen auf.
An einer Pflanze werden, jeweils am selben Knoten, sowohl rein männliche als auch rein weibliche Blüten ausgebildet (Monözie). Die Blüten sind winzig. Die Staubfäden sind 5 bis 10 Millimeter lang und tragen vierfächrige Staubbeutel, die eine Länge von 1,3 bis 1,4 Millimetern aufweisen. Die kurzgestielten weiblichen Blüten haben eine häutige Blütenhülle und drei bis vier, selten fünf, unverwachsene Fruchtblätter. Die zungenförmigen Narben sind ganzrandig mit einer Wabenstruktur auf der Oberfläche. Die Früchte sind hellbraune, ungestielte bis annähernd ungestielte Achänen, die seitlich abgeflacht und an der konvexen Seite gefältelt ist. Die Spitze ist 1,2 bis 1,5 Millimeter lang.

## Verbreitung und Ökologie
Die Art ist ausschließlich auf den Inseln des maltesischen Archipels beheimatet, wo sie von Dezember bis April in süßen bis brackigen Kleingewässern vorkommt, zum Beispiel in den während der Regenzeit von Regenwasser gefüllten, kleinen und tiefen Wasserstellen des Felsplateaus.
Vergesellschaftet ist sie dort unter anderem mit Damasonium bourgaei, Callitriche truncatula, Elatine gussonei, Chara vulgaris und Ranunculus saniculifolius. Diese Pflanzengesellschaft gehört zum Lebensraumtyp des Callitricho-Batrachion.
Die Art ist selten.

## Systematik und botanische Geschichte
Die Art wurde 2001 durch Salvatore Brullo, Gianpietro Giusso und Edwin Lanfranco erstbeschrieben. Die Bestände wurden zuvor meist Zannichellia palustris bzw. Zannichellia pedunculata als Zannichellia palustris var. pedicellata zugeordnet.
Die genaue Zuordnung zu einer der Sektionen der Gattung gilt als problematisch. Während sie wegen der monözischen Blüten am Knoten und der kurzen Staubfäden zur Sektion Zannichellia zu stellen wäre, gehört sie wiederum wegen der vierfächrigen Staubbeutel in die Sektion Monopus.

## Nachweise
1. 1 2 3 4 5  Hans Christian Weber, Bernd Kendzior: Flora of the Maltese Islands – A Field Guide. Margraf, Weikersheim 2006, ISBN 3-8236-1478-9, S. 18.
2. 1 2 3 4 5 6  Salvatore Brullo, Gianpietro Giusso del Galdo, Edwin Lanfranco: A new species of Zannichellia L. (Zannichelliaceae) from Malta. In: Flora Mediterranea. Band 11, 2001, S. 379–384, PDF-Datei.